# Dioclea reflexa
Dioclea reflexa är en ärtväxtart som beskrevs av Joseph Dalton Hooker. Dioclea reflexa ingår i släktet Dioclea och familjen ärtväxter. Inga underarter finns listade i Catalogue of Life.